# Jiří Miskovič
Jiří Miskovič (* 20. srpna 1993, Havířov) je český fotbalový záložník.

## Klubová kariéra
Miskovič je odchovancem pražské Sparty. V rudém dresu si připsal dva starty, a to 7. září 2014 v utkání 3. kola poháru na hřišti Živanic, kde v závěru utkání vystřídal Tiémoka Konatého a 18. listopadu v prvním utkání osmifinále proti Příbrami, kde v 78. minutě střídal Hušbauera. V lednu 2015 byl součástí sparťanského kádru v přípravě. Později v témže roce přestoupil do FK Ústí nad Labem. V druhé lize debutoval 31. července 2015 v utkání prvního kola proti Táborsku, když nastoupil na závěrečných 30 minut. Od té doby pravidelně nastupoval v základní sestavě. Dne 2. srpna 2019 v utkání proti Prostějovu nastoupil do svého 100. ligového utkání v dresu Army.